# Wolfram Saenger
Wolfram H. E. Saenger (* 23. April 1939 in Höchst) ist ein deutscher Chemiker und Kristallograph. Er forschte vor allem auf den Gebieten der Biochemie und Proteinkristallographie.

## Leben
Wolfram Saenger wurde als Sohn von Else Saenger, geborene Hemming, und des Chemikers Hans-Heinrich Saenger in Höchst (heute Stadtteil von Frankfurt am Main) geboren. Er besuchte ein Gymnasium in Lörrach und wurde 1965 an der TH Darmstadt, wo er sein Studium als Diplom-Ingenieur abschloss, mit seiner Arbeit über Thermodynamik und Kinetik einiger alpha-Cyclodextrin-Einschlußverbindungen in wäßriger Lösung wie sein Vater als Chemiker zum Dr.-Ing. promoviert. Im selben Jahr heiratete er Barbara Frey. Aus der Ehe gingen die Kinder Nicole und Jörg-Heinrich hervor. Nach Tätigkeit an der Universität Heidelberg und einem Postdoc-Aufenthalt bei Jack Zanas Gougoutas (* 1939) an der Harvard University in Cambridge (USA) forschte er am Max-Planck-Institut für experimentelle Medizin in Göttingen und habilitierte sich 1972 an der Universität Göttingen. Seit 1981 ist er Professor für Kristallographie an der Freien Universität Berlin. 1983 wurde sein Buch Principles of Nucleic Acid Structure veröffentlicht.

## Publikationen
- Principles of Nucleic Acid Structure New York: Springer, 4. Aufl. 1995 ISBN 978-3-540-90761-9

## Auszeichnungen
- Gottfried-Wilhelm-Leibniz-Preis 1988
- Humboldt-Forschungspreis 1988
- Gay-Lussac-Humboldt-Preis 1994[1]
- Carl-Hermann-Medaille 2004
- Ehrenmitgliedschaft der Deutschen Gesellschaft für Kristallographie 2020